# El Lliscó
El Lliscó és un riu de la comarca del Conflent, a la Catalunya del Nord, que neix en el terme comunal de Clarà i Villerac, travessa de sud a nord aquest terme, tot seguit fa de termenal entre Clarà i Villerac i els Masos, després entra del tot en el dels Masos, a continuació fa de termenal entre els Masos i Prada, al cap de poc entre Eus i Prada, i en el seu tram final discorre pel sector del terme d'Eus que hi ha a la dreta de la Tet, lloc on s'aboca en aquest riu.

## Terme de Clarà i Villerac
El Lliscó es forma en el vessant nord del Roc Mosquit, entre Llaceres i Lloeres; en el primer tram rep el nom de Canal de Lloeres. En el seu primer tram, el curs del Lliscó és de sud-est a nord-oest, fins que arriba als Camps de la Ribera, a prop al sud del poble de Clarà, on rep per l'esquerra el Còrrec del Jual i canvia de direcció, ja que el seu curs gira cap al nord. Abans d'arribar a Clarà rep encara per la dreta el Canal Fosc i poc després, ja a l'alçada de l'extrem sud del poble, el Còrrec de Sant Esteve, continuació del Còrrec de Pradells. El Lliscó passa pel costat de llevant del poble de Clarà, i ja a l'extrem nord del poble, rep per l'esquerra el Torrent dels Cirers, que hi aporta també el Còrrec de l'Oratori. Sempre en direcció nord, quan arriba al Solà torna a girar cap al nord-oest en un breu tram, en el qual rep el Còrrec de Mollet, o de Torrefort, i el del Cortal d'en Guilló. Ja als peus, a l'oest, del Serrat de Mont-roig, el Lliscó inicia una ampla corba còncava cap a l'oest, en un tram on també se l'anomena Ribera de Clarà.

## Terme dels Masos
A l'alçada del Camp de Deus, el Lliscó abandona momentàniament el terme de Clarà i Villerac i entra en el dels Masos per, al cap de poc, i a l'alçada del pont damunt seu de la carretera D - 24, comença un tram en que el riu fa de límit entre els Masos i Clarà i Villerac.

## Termes dels Masos i de Clarà i Villerac
Passat el pont, on la carretera passa de Clarà i Villerac als Masos, el riu comença el tram en què la riba dreta és de la primera d'aquestes comunes, i l'esquerra de la segona. Just en aquest indret, el Lliscó rep per la dreta el Còrrec, que ve de Villerac, on s'ha format per la unió dels còrrecs del Solà, que passa pel sud del poble de Villerac, i del Bac. El Còrrec del Solà duu, a més, l'aportació dels còrrecs de Clot de Pomers, abans de Clot dels Pruners, de la Mollera i de les Artigues. El Còrrec, encara, recull per la dreta les aigües del Còrrec de les Comelles, amb els còrrecs del Coll de la Martra i del Solà Roig, i per l'esquerra les del Còrrec del Mont-roig.
El Lliscó en aquest tram és molt sinuós, en el qual rep successivament per la dreta els còrrecs del Garrollar, el de la Descàrrega (que abans ha recollir la Descàrrega del Rec de Boera) i, al capdavall del terme, el Còrrec de les Queres. Aquest tros de curs del Lliscó té meandres continus, fins que arriba a l'extrem nord del terme de Clarà i Villerac. En aquell punt comença un altre petit tram pel terme comunal dels Masos.

## Terme dels Masos
En el curt tram que discorre íntegrament pel terme dels Masos, el Lliscó deixa a l'esquerra el Mas del Coscó, un dels veïnats que integren aquest terme comunal. De seguida, però, el riu arriba al sud de la Sagristia, veïnat compartit entre les comunes dels Masos i de Prada, on comença a marcar el termenal entre les dues darreres comunes esmentades.

## Termes dels Masos i Prada
Tot deixant a l'esquerra la part del veïnat de la Sagristia plenament pradenc, el Lliscó continua cap al nord lleugerament decantat cap al nord-est, en un traçat encara sinuós, però menys que en el tram anterior. Deixa a la dreta el veïnat d'Avellanet, així com bona part de la plana al·luvial de la Tet, la zona més fèrtil del terme dels Masos, fins que a l'extrem nord-oest del terme dels Masos, també al nord-oest de Llonat, arriba al triterme entre els Masos, Eus i Prada.

## Termes d'Eus i Prada
A partir d'aquest punt, el Lliscó comença el seu darrer tram, el curs baix d'aquest riu, que travessa una zona semblant a l'anterior: plana al·luvial amb un intens conreu agrícola, al termenal entre les comunes d'Eus i de Prada. A nord del Mas Dellac, de Prada, i al sud-oest del Mas Ponci, d'Eus, el Lliscó deixa el seu paper de límit comunal, i entra de ple en el terme d'Eus.

## Terme d'Eus
El darrer tram del riu discorre encara per la mateixa plana agrícola, però ja del tot dins del terme d'Eus. Passa entre els masos Saurina i Oliver, a ponent, i Delcassó, a llevant, després entre els masos Benet i Terrena, a l'oest, i Mas i Badia, a l'est, i ja tot seguit s'aboca en la Tet a prop al sud-oest de la capella de Sant Vicenç d'Eus.